# نور الخراط
نور الخراط (1988 -)، ممثلة سورية.

## عن حياتها
ظهرت للمرة الأولى وهي بالعاشرة من عمرها، بمسلسل الطير عندما أدت شخصية «عبير» في صغرها والتي أدتها كبيرة الفنانة كاريس بشار، قدمت بعدها عدد صغير من الأعمال الأخرى من أبرزها شخصية «بهية» في مسلسل البيئة الشامية ليالي الصالحية، وبعدها بعام 2006 اعتزلت التمثيل برغبتها التفرغ للدراسة.

## أعمالها

### المسلسلات
| سنة الإنتاج | اسم المسلسل    | الدور |
| ----------- | -------------- | ----- |
| 1998        | الطير          | عبير  |
| 2000        | الملك لله      |       |
| 2001        | شام شريف       |       |
| 2002        | أبناء القهر    | ناديا |
| 2004        | ليالي الصالحية | باهية |
| 2005        | الحور العين    |       |
| 2006        | كحل العيون     |       |

## روابط خارجية
- نور خراط على موقع قاعدة بيانات الأفلام العربية